# Erika Franke
Erika Franke (* 8. Mai 1954 in Ost-Berlin) ist eine deutsche Militärärztin und Generalstabsarzt außer Dienst des Sanitätsdienstes der Bundeswehr. Sie war zuletzt Kommandeurin der Sanitätsakademie der Bundeswehr.
Erika Franke ist die erste Frau in der Bundeswehr, die den Dienstgrad eines Generalstabsarztes erreicht hat. Nach der mittlerweile pensionierten Militärärztin Verena von Weymarn ist sie die zweite Frau überhaupt im Generalsrang der Bundeswehr und zudem der erste weibliche Bundeswehrgeneral aus den Neuen Ländern.

## Leben
In Ost-Berlin 1954 geboren und in Liebenwalde aufgewachsen, studierte Erika Franke Humanmedizin an der Humboldt-Universität zu Berlin und erlangte 1978 ihre Approbation als Ärztin. Im Alter von 30 Jahren wurde sie Fachärztin für Mikrobiologie und Infektionsepidemiologie.
Erika Franke wurde nach ihrem Studium 1978 als Ärztin am Krankenhaus der Volkspolizei in Ost-Berlin tätig und 1984 Angehörige der Deutschen Volkspolizei. Sie wurde am 13. März 1986 zum Doktor der Medizin promoviert und nach dem Beitritt am 3. Oktober 1990 als Oberfeldarzt in die Bundeswehr übernommen. Sie wurde stellvertretende Leiterin am Zentralen Institut des Sanitätsdienstes der Bundeswehr in Berlin. Zweimal – 1997 bei SFOR in Bosnien-Herzegowina und 2000/2001 bei KFOR im Kosovo – war sie im Auslandseinsatz auf dem Balkan als Leiterin eines mikrobiologischen Labors.
2001 wurde sie Dezernatsleiterin im Sanitätsamt der Bundeswehr in Bonn. Dann war sie stellvertretende Abteilungsleiterin im Einsatzführungskommando der Bundeswehr in Potsdam. Bis zum 31. März 2006 leitete sie das Institut für den Medizinischen Arbeits- und Umweltschutz der Bundeswehr in Berlin.
Von April 2006 bis September 2009 war sie Chefärztin des Bundeswehrkrankenhaus Ulm. In dieser Verwendung wurde sie auch zum Generalarzt befördert. Von September 2009 bis Juni 2013 war sie Chefin des Stabes beim Sanitätsamt der Bundeswehr. Seit dem 1. Juli 2013 war sie Kommandeurin der Sanitätsakademie der Bundeswehr und wurde Ende Oktober 2013 zum Generalstabsarzt befördert.
Am 12. Mai 2016 gab sie das Kommando der Sanitätsakademie ab und trat zum 1. Juni 2016 in den Ruhestand.
Am 12. Juli 2017 wurde ihr der Bayerische Verdienstorden verliehen.
Erika Franke ist verheiratet und hat zwei erwachsene Kinder.